# Thallarcha chrysochares
Espèce
Thallarcha chrysochares est une espèce de lépidoptères (papillons) de la famille des Erebidae et de la sous-famille des Arctiinae.
Elle a été décrite par l'entomologiste amateur britannique Edward Meyrick en 1886.
Elle est endémique d'Australie.